# تومي برويل
توماس برويل (19 أكتوبر 1892- 5 أكتوبر 1955) كان لاعب كرة قدم إنجليزي. لعب كمهاجم لهال سيتي وإيفرتون ومانشستر سيتي وبلاكبول. إنه ثامن أفضل هداف لمانشستر سيتي على الإطلاق برصيد 139 هدفًا للنادي.